# Brasema sulcata
Brasema sulcata är en stekelart som först beskrevs av William Harris Ashmead 1900.  Brasema sulcata ingår i släktet Brasema och familjen hoppglanssteklar. Inga underarter finns listade.